# 矢吹俊郎
矢吹俊郎（日语：／ Yabuki Toshirō，1961年12月22日—）是一名日本動畫作曲家、音樂製作人，擅長鍵盤與吉他彈奏。他並且是音樂製作公司P.M CREATORS的社長。

## 經歷

### 簡歷
- 矢吹俊郎於1995年至2001年擔任奧井雅美的背後製作，目前是水樹奈奈的背後製作。由於擔任水樹製作人的關係，在迷之間被稱呼為很有頭腦、很成功的製作人。
- 在動畫音樂的製作中，矢吹與大平勉、本間昭光組成的Vink相當活躍，例如『万能文化貓娘』、『秀逗魔導士』的背景音樂，以及林原惠早期的歌曲都由Vink擔任編曲。
- 矢吹俊郎有在PS遊戲中擔任音樂製作，也與大平勉在『女神天國』中搭配製作音樂。在奧井雅美休養時，也以PAROME的名義擔任『機械女神』系列的音樂製作。
- 在製作水樹的演唱會之前，一邊製作津田和惠的合唱與舞蹈部分，一邊也擔任的角色歌曲製作。另如PS2的遊戲『SAKURA ～雪月華～』中的草薙小雪（堀江由衣飾演）之歌曲，也由矢吹俊郎提供。
- 矢吹作曲的方式屬專輯導向搖滾類（Album-Oriented Rock，AOR），有不少不錯的作品出現。此外吉他單獨彈奏比起其技巧更在矢吹的歌曲中顯眼。
- 矢吹和弦的編奏很固定，無論是多少和弦的組合一起聽，也都是同一種軌跡的意向，換句話說，他的作曲品質很固定，所以許多歌曲聽起來都像同一首歌。
- 雖然矢吹的歌曲觀念是來自80年代的樂曲印象而來，但矢吹有敏銳的時代洞見力是在1999年自己的工作室導入Pro Tools來製作歌曲開始，這成功地讓樂曲的製作比起以前減少更多的時間與成本，這也使得他的樂曲多以他熱衷的音樂為中心。
- 矢吹與木梨憲武、cherry boys的成員共同組成R&B團體紫陽花。
- 矢吹與木梨憲武在中學時期是同年級學生，並且木梨的朋友與矢吹也都成為很好的朋友。在『木梨嚮導・週末的達人』（富士電視台節目）中，與渡邊格共同擔當吉他演奏，這是在矢吹以製作為中心的現在，很難得看到他親自彈奏的畫面。
- 矢吹與奧井雅美合作的期間中，共同主持奧井節目OVER THE END（之後節目名稱變更為TURNING POINT）。他對於照相有不好的印象，但是在廣播中讓人有著開朗、有趣的印象。在水樹奈奈演唱會DVD的幕後排演中，也經常會以好笑的動作登場，緩和場子氣氛。

### 奧井雅美製作人時期
- 在奧井雅美的製作人時間，他用相當快速的方式製作單曲。在擔任水樹奈奈製作人的初期，也看到類似的情況，現在穩定一年一張專輯、2至3張單曲的製作速度。此外，奧井的專輯都用相當獨特的命名，這個始作俑者也是矢吹俊郎。
- 矢吹與奧井的製作雖然很順利，但是導入之前所述的Pro Tools之後，兩人的音樂觀因為完全不同，最後幾乎是齟齬結束這段製作人的過程。之後奧井與矢吹俊郎在2003年發行的水樹奈奈的「New Sensation」中合作，並且奧井擔任此單曲的背景合音，之後尚無合作的契機。
- 在與奧井合作晚期時，也賣力與美國著名的音樂人交涉合作，如史蒂夫·盧卡斯、比利·席翰等人。

### 水樹奈奈製作人時期
- 矢吹俊郎擔任水樹奈奈的製作人是從2002年發行POWER GATE起。2003年的單曲『still in the groove』擔任作詞、作曲、編曲之後，直到2007年的單曲『MASSIVE WONDERS』前都沒有擔任單曲的命名。以前，矢吹迷與水樹迷的共同希望是矢吹擔任作曲、編曲，水樹擔任作詞，而到『MASSIVE WONDERS』終於實現了迷的共同願望。此外，矢吹也擔任水樹的演唱會製作人，至奧井2001年「Birth live01」演唱會為止，共同擔任兩人的演唱會製作人。

## 樂曲提供
（※）其他有關奧井雅美、水樹奈奈的歌曲不列入。
- 飯塚雅弓
「ONE WAY TRUE LOVE」 作詞：松葉美保、作曲・編曲：矢吹俊郎
- 井上和彦
「RISKY GAME」 作詞：松葉美保、作曲：大平勉、編曲：矢吹俊郎
- 岩男潤子
「BUD GIRLの独白」 作詞：松葉美保、作曲・編曲：矢吹俊郎
「そっと誓う瞬間」 作詞：奧井雅美、作曲・編曲：矢吹俊郎
「グラン星の数え唄」 作詞：なかだゆうこ、作曲・編曲：矢吹俊郎
- 大城美和
「あなたを信じてる」 作詞：有森聡美、作曲・編曲：矢吹俊郎
- 小西寛子
「聞いてよダイヤリー」 作詞：松葉美保、作曲：矢吹俊郎・木下真弓、編曲：矢吹俊郎
- 子安武人
「栗ひろい」 作詞：花形美剣と愉快な仲間達、作曲：奧井雅美、編曲：矢吹俊郎
「いよかん」 作詞：花形美剣と愉快な仲間達２、作曲：奧井雅美、編曲：矢吹俊郎
- SAYUMI
「LOOKIN' FOR LOVE」 作詞：松葉美保、作曲：五島翔、編曲：矢吹俊郎
「MIDNIGHT SECRET」 作詞：松葉美保、作曲・編曲：矢吹俊郎
- 下川美娜
「KOHAKU」 作詞：奧井雅美、作曲・編曲：矢吹俊郎
- SPYKE
「TIGHT-BREAK」 作詞：柴田浩之・倉増啓、作曲：森川浩憲、編曲：矢吹俊郎
「クロゼットフリーク」 作詞：柴田浩之・倉増啓、作曲：森川浩憲、編曲：矢吹俊郎
「EVE」 作詞：柴田浩之・倉増啓、作曲：森川浩憲、編曲：矢吹俊郎
「Before Lies」 作詞：柴田浩之・倉増啓、作曲：森川浩憲、編曲：矢吹俊郎
「Breath」 作詞：柴田浩之・倉増啓、作曲：森川浩憲、編曲：矢吹俊郎
- 津田和恵
「immediate action」 作詞：矢吹俊郎・津田和恵、作曲・編曲：矢吹俊郎
「傷跡」 作詞：矢吹俊郎・津田和恵、作曲・編曲：矢吹俊郎
- 飛田展男
「乱舞」 作詞・作曲：奧井雅美、編曲：矢吹俊郎
- 林原惠
「FAI・FAI・TU!」 作詞・作曲：伊藤千夏、編曲：矢吹俊郎
「街へ出よう」 作詞・作曲：伊藤千夏、編曲：矢吹俊郎
「Successful Mission」 作詞：MEGUMI、作曲：佐藤英敏、編曲：矢吹俊郎
「hesitation」 作詞：MEGUMI、作曲・編曲：矢吹俊郎
- 柊美冬
「雨のFar away」 作詞：有森聡美、作曲：奧井雅美、編曲：矢吹俊郎
- 堀江由衣
「桜見る運命」 作詞：有森聡美、作曲・編曲：矢吹俊郎
- 松本保典
「嘘のないゲーム～SET ME FREE～」 作詞：松葉美保、作曲：矢吹俊郎、編曲：今泉洋
- 水谷優子
「あなたじゃなきゃだめなのに」 作詞・作曲：伊藤千夏、編曲：矢吹俊郎
- 魔法使い隊
「背伸びをしてFollow You」 作詞：松葉美保、作曲・編曲：矢吹俊郎
- KANA
「恋のカタチ」 作詞：矢吹俊郎、作曲・編曲：矢吹俊郎